# Маленький круг друзей
Маленький круг друзей (англ. A Small Circle of Friends) — американский драматический фильм 1980 года режиссера Роба Коэна с участием Брэда Дэвиса, Карен Аллен, Шелли Лонг, Джеймисон Паркера, Питера Марка. Он был распространен организацией United Artists.

## Сюжет
Фильм рассказывает о жизни трех студентов в Гарвардском университете и колледже Рэдклиффа в 1960-х годах.

## В ролях
| Актер                | Роль                    |
| -------------------- | ----------------------- |
| Брэд Дэвис           | Леонардо да Винчи Риццо |
| Карен Аллен          | Джессика Блум           |
| Джеймисон Паркер     | Ник Бакстер             |
| Шелли Лонг           | Алиса                   |
| Джон Фридрих         | Алекс Хэддокс           |
| Крэйг Ричард Нельсон | Гарри Норрис            |
| Гарри Цезар          | Джимми                  |
| Нэн Мартин           | Миссис Бакстер          |

## Производство
Некоторые кадры массовых беспорядков были сняты примерно в 37 милях к югу от Кембриджа в Бриджуотер, Массачусетс, после того, как Гарвард отказался разрешить съемки в их кампусе. Другие сцены были сняты в MIT и других местных колледжах.

## Релиз
- США — 12 марта 1980
- Австралия — 9 октября 1980
- Португалия — 4 декабря 1980
- Франция — 25 марта 1981
- Уругвай — 24 апреля 1981
- Испания (Барселона) — 8 июня 1981
- Испания (Мадрид) — 15 июня 1981
- Испания — 25 мая 1982

## Название
- Оригинальное название — A Small Circle of Friends
- Бразилия — Amigo é para Essas Coisas / Jovens Rebeldes e Amantes
- Венгрия — Jó barátok között
- Испания — Pequeño círculo de amigos
- Португалия — Um Pequeno Círculo de Amigos
- Румыния — Trei prieteni
- Уругвай — De una rebelión, un amor
- Финляндия — Läheiset ystävät
- Франция — Un petit cercle d’amis
- ФРГ — Unter guten Freunden
- Швеция — Innersta kretse